# Plato (geslacht)
Plato is een spinnengeslacht uit de familie Parapluspinnen (Theridiosomatidae).

## Soorten
- Plato bicolor (Keyserling, 1886)
- Plato bruneti (Gertsch, 1960)
- Plato guacharo (Brignoli, 1972)
- Plato juberthiei Lopez, 1996
- Plato miranda (Brignoli, 1972)
- Plato troglodita Coddington, 1986